# Герб Самари
Герб Самари (укр. Герб Самарі) — один из официальных символов города Самари Днепропетровской области Украины.

## Описание
Герб представляет собой геральдический щит испанской формы синего цвета. На поле этого щита изображен Троицкий собор. Синее поле символизирует богатство и красоту реки Самары, которую казаки считали "святой"; золотые кресты собора символизируют спасение и справедливость, в то время, как серебряные стены – чистоту и мудрость. Сам собор олицетворяет духовное единство города и граждан.
Утвержден герб 22 июля 2025 года.

## История

Герб периода Российской империи

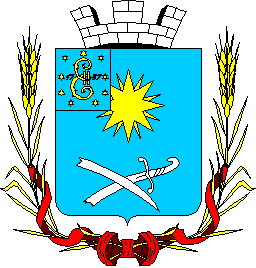
Проект Б.Кёне

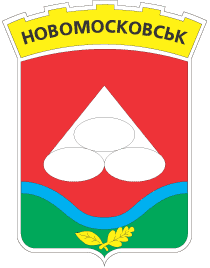
Герб советского периода

### Герб периода Российской империи
Первый герб города был утверждён 29 июля 1811 года по эскизу, подготовленному правительством губернии.
Герб представлял собой щит голубого и малинового цветов. В верхнем голубом поле изображена половина серебристой звезды, в нижнем, малиновом — сломанная сабля.
Сабля символизировала уничтожение Запорожской Сечи и запорожцев, основавших город. Звезда была символом дальнейшего процветания региона, однако некоторые современные исследователи считают что звезда символизировала не «восход», а «закат» процветания из-за уничтожения свободы запорожцев.

### Проект Бориса Кёне
В XIX веке Борисом Кёне был разработан новый проект герба города, который так и не был утверждён.
Новый проект герба представлял собой щит, в лазурном поле которого были расположены сломанная серебряная сабля и золотая шестнадцатиконечная звезда. В правой верхней части находился герб Екатеринославской губернии. Щит также был обрамлён двумя золотыми колосками, обвитыми александровской лентой, и увенчан короной в виде трёх башен из серебристого камня.

### Герб советского периода
Советский вариант герба был утверждён 17 мая 1980 года решением исполнительного комитета Новомосковского городского совета. Авторами эскиза герба были В. Шмалько, В. Юрченко, И. Швец и А. Зобенко.
Герб представлял собой щит красного, голубого и зелёного цветов. В красном поле находится изображение трёх серебряных труб, выходящих из одного центра. Трубы были символом Новомосковского трубного завода. В нижнем зелёном поле герба расположено изображение двух перекрещенных золотых листьев — символ зоны отдыха. Между красным и зелёным полями находится выгнутая вниз голубая полоса, которая символизирует реку Самару. Щит увенчан золотой шестерёнкой с надписью «Новомосковськ».

### Герб 1999 года
Утвержден решением сессии городского совета (#64-VI/ХХIII) от 30 июня 1999 года.
Герб представлял собой геральдический щит французской формы синего и зелёного цветов.

Герб Новомосковска (с 2024 - Самари) 1999-2025 годов

В верхней части щита находится надпись «Новомосковськ» (рус. Новомосковск). Синее поле символизирует небо, на котором находится серебристая восьмиконечная звезда — древний символ процветания региона. В центре герба находится стилизованное изображение выдающегося памятника архитектуры Новомосковщины — Троицкого собора — символа духовности горожан. Синяя волнистая полоса под собором символизирует реку Самару, на которой стоит город. Зелёный цвет символизирует красивую природу региона.